# Oetmannshausen
Oetmannshausen ist der kleinste Ortsteil der Gemeinde Wehretal im nordhessischen Werra-Meißner-Kreis.

## Geographie
Das geschlossene Dorf mit geringer Siedlungsdichte Oetmannshausen liegt am Zusammenfluss von Wehre und Sontra, ca. 8 km südwestlich von Eschwege und 2,3 km südwestlich der Gemeindeverwaltung in Reichensachsen.  Die Kirche liegt zentral im Ort. Das Gebiet des Ortsteils besteht aus der Gemarkung Oetmannshausen im Südwesten des Gemeindegebiets mit einer Fläche von 375 Hektar, davon sind 130 Hektar Wald.
In der Gemarkung liegen die folgenden Siedlungsplätze:
- Haus „In der Koppelhude“[3]
- Gewerbesiedlung Ziegelei[4]

Die Ortslage befindet sich auf 182 bis 193 m ü. NHN und die höchsten Erhebungen sind der Spitzenberg mit 423 Meter Höhe im Nordosten und der Zungenkopf mit 393 Meter im Norden, beide an der Gemarkungsgrenze zu Reichensachsen. An den Ortsteil Oetmannshausen grenzen, von Norden beginnend, im Uhrzeigersinn, Wehretal-Reichensachsen bis in Nordosten, im Südosten der Ringgauer Ortsteil Datterode, im Süden Wehretal-Hoheneiche und im Westen der Waldkappeler Ortsteil Bischhausen. Am nördlichen Ortsrand verläuft die Kreisstraße 88, die von Bischhausen kommend auf die nordöstlichen Ortsrand vorbeiführende Bundesstraße 27 trifft. Die B 27 trifft im Norden auf die im weiten Bogen, vom Westen nach Süden, um den Ort führende Autobahn 44 und deren Anschlussstelle Eschwege-Süd. Südlich des Ortes trifft die B 27 auf die nur 8 km lange Bundesstraße 452, die von Eschwege kommend, hier endet. Nach ca. 2,5 km Richtung Süden erreicht die B 7 die Anschlussstelle Ringgau der A 44, wo sich außerdem die Bundesstraßen B 7 und B 400 treffen.

## Geschichte

### Ortsgeschichte
Möglicherweise ist der Ortsname vom ersten Siedler, einem Herrn Othwin, abzuleiten. Die älteste bekannte schriftliche Erwähnung von Oetmannshausen erfolgte unter dem Namen Othwynshusen im Jahr 1271. Damals wurde Besitz im Ort an das Kloster Germerode übertragen. Bereits im 13. Jahrhundert ist das Dorf im Besitz der von Boyneburg-Hohenstein. Im Jahr 1444 hatten diese als Mannlehen unter anderem das Dorf Oetmannshausen mit Gericht und Rechten und gehörte dementsprechend zum teilautonomen Gericht Boyneburg. Im Jahr 1451 besaß das Kloster Germerode noch ein Vorwerk mit Haus und Hof in Oetmannshausen, das 8 Malter jährliche Zinsen erbrachte, 1514 waren es 14 Malter. Der adlige Ort kam 1654 zum landgräflichen Amt Bischhausen. Das Dorf als solches blieb jedoch bis zum Aussterben derer von Boyneburg-Hohenstein 1792 Teil des Gerichts Boyneburg.
Die erste Schule wird schon 1743 erwähnt. Der Schullehrer wird 1823 für das Spielen der Orgel bezahlt. Die Bahnstrecke Leinefelde–Treysa am Ortsrand wurde zum Ende des 19. Jahrhunderts erbaut.
Hessische Gebietsreform (1970–1977)
Zum 1. Februar 1971 fusionierten im Zuge der Gebietsreform in Hessen die Gemeinden Oetmannshausen und Hoheneiche zur neuen Gemeinde Hoheneiche. Zum 31. Dezember 1971 wurde Hoheneiche in die Gemeinde Reichensachsen eingegliedert. Gleichzeitig erhielt die neue Gemeinde den Namen Wehretal. Das Gebiet der ehemaligen Gemeinde Oetmannshausen erhielt zum 28. Januar 1976 den Status eines eigenen Ortsteils und es wurde ein Ortsbezirk eingerichtet.

### Verwaltungsgeschichte im Überblick
Die folgende Liste zeigt die Staaten und Verwaltungseinheiten, denen Oetmannshausen angehört(e):
- 1444: Heiliges Römisches Reich, Landgrafschaft Hessen, Lehen der Boyneburg-Hohensteiner
- vor 1567: Heiliges Römisches Reich, Landgrafschaft Hessen, Amt Eschwege, Samtgericht Boyneburg
- ab 1567: Heiliges Römisches Reich, Landgrafschaft Hessen-Kassel, Amt Eschwege, Samtgericht Boyneburg
  - 1627–1834: Landgrafschaft Hessen-Rotenburg (sogenannte Rotenburger Quart), teilsouveränes Fürstentum unter reichsrechtlicher Oberhoheit der Landgrafschaft Hessen-Kassel bzw. des Kurfürstentums Hessen, Amt Eschwege, Dorf derer von Boyneburg-Hohenstein („adelige Quart“)
- ab 1654: Heiliges Römisches Reich, Landgrafschaft Hessen-Kassel, Amt Bischhausen, Samtgericht Boyneburg
- ab 1792: Heiliges Römisches Reich, Landgrafschaft Hessen-Kassel, Amt Bischhausen
- ab 1803: Heiliges Römisches Reich, Kurfürstentum Hessen, Amt Bischhausen
- ab 1806: Kurfürstentum Kessen, Amt Bischhausen
- 1807–1813: Königreich Westphalen, Departement der Werra, Distrikt Eschwege, Kanton Reichensachsen
- ab 1814: Kurfürstentum Hessen, Amt Bischhausen[11]
- ab 1821/22: Kurfürstentum Hessen, Provinz Niederhessen, Kreis Eschwege[12][Anm. 2]
- ab 1848: Kurfürstentum Hessen, Bezirk Eschwege
- ab 1851: Kurfürstentum Hessen, Provinz Niederhessen, Kreis Eschwege
- ab 1867: Norddeutscher Bund[Anm. 3], Königreich Preußen,[Anm. 4] Provinz Hessen-Nassau, Regierungsbezirk Kassel, Kreis Eschwege
- ab 1871: Deutsches Reich,  Königreich Preußen, Provinz Hessen-Nassau, Regierungsbezirk Kassel, Kreis Eschwege
- ab 1918: Deutsches Reich, Freistaat Preußen,[Anm. 5] Provinz Hessen-Nassau, Regierungsbezirk Kassel, Kreis Eschwege
- ab 1944: Deutsches Reich, Freistaat Preußen, Provinz Kurhessen, Landkreis Eschwege
- ab 1945: Deutsches Reich, Amerikanische Besatzungszone,[Anm. 6] Groß-Hessen, Regierungsbezirk Kassel, Landkreis Eschwege
- ab 1946: Deutsches Reich, Amerikanische Besatzungszone, Hessen, Regierungsbezirk Kassel, Landkreis Eschwege
- ab 1949: Bundesrepublik Deutschland, Hessen, Regierungsbezirk Kassel, Landkreis Eschwege
- ab 1971: Bundesrepublik Deutschland, Hessen, Regierungsbezirk Kassel, Landkreis Eschwege, Gemeinde Hoheneiche
- ab 1972: Bundesrepublik Deutschland, Hessen, Regierungsbezirk Kassel, Landkreis Eschwege, Gemeinde Wehretal
- ab 1974: Bundesrepublik Deutschland, Hessen, Regierungsbezirk Kassel, Werra-Meißner-Kreis, Gemeinde Wehretal

### Gerichte
Die Gerichtsbarkeit über Oetmannshausen wurde im Mittelalter durch das Gericht Boyneburg ausgeübt. Nach langen Rechtstreirigkeitden zwischen der Herren von Boyneburg kam es 1449 zu einem Vergleich, und ab 1460 hielten die von Boyneburg die Burg und den dazu gehörigen ehemaligen Reichsbesitz als landgräflich-hessisches Erblehen. Mit dem Aussterben der Herren von Boyneburg-Hohenstein 1792 ging das Gericht an das Kurfürstentum Hessen, die es dem Amt Bischhausen zuschlug.
Die weitere Zuständigkeit entwickelte sich wie folgt:
- 1807–1813: Friedensgericht Reichensachsen im Königreich Westphalen[Anm. 7]
- 1814: Amt Bischhausen
- 1822: Justizamt Bischhausen erste Instanz, zweite Instanz Obergericht für die Provinz Niederhessen
- 1867: Amtsgericht Bischhausen (nach der Annexion durch Preußen), zweite Instanz Kreisgericht Kassel
- 1879: Amtsgericht Bischhausen erste Instanz (durch das Reichsjustizgesetze), zweite Instanz Landgericht Kassel
- 1932: Amtsgericht Eschwege erste Instanz, zweite Instanz Landgericht Kassel

## Bevölkerung

### Einwohnerstruktur 2011
Nach den Erhebungen des Zensus 2011 lebten am Stichtag, dem 9. Mai 2011, in Oetmannshausen 279 Einwohner. Darunter waren 3 (1,1 %) Ausländer. Nach dem Lebensalter waren 42 Einwohner unter 18 Jahren, 108 zwischen 18 und 49, 63 zwischen 50 und 64 und 63 Einwohner waren älter. Die Einwohner lebten in 123 Haushalten. Davon waren 36 Singlehaushalte, 30 Paare ohne Kinder und 45 Paare mit Kindern, sowie 12 Alleinerziehende und 3 Wohngemeinschaften. In 27 Haushalten lebten ausschließlich Senioren und in 78 Haushaltungen lebten keine Senioren.

### Einwohnerentwicklung
- 1585: 20 Haushaltungen[1]
- 1747: 34 Haushaltungen[1]

| Oetmannshausen: Einwohnerzahlen von 1834 bis 2023 | Oetmannshausen: Einwohnerzahlen von 1834 bis 2023 | Oetmannshausen: Einwohnerzahlen von 1834 bis 2023 | Oetmannshausen: Einwohnerzahlen von 1834 bis 2023 | Oetmannshausen: Einwohnerzahlen von 1834 bis 2023 |
| --- | ------------------------------------------------- | ------------------------------------------------- | ------------------------------------------------- | ------------------------------------------------- |
| Jahr |                                                   |                                                   |                                                   | Einwohner                                         |
| 1834 | 1834                                              |                                                   | 235                                               | 235                                               |
| 1840 | 1840                                              |                                                   | 246                                               | 246                                               |
| 1846 | 1846                                              |                                                   | 262                                               | 262                                               |
| 1852 | 1852                                              |                                                   | 262                                               | 262                                               |
| 1858 | 1858                                              |                                                   | 250                                               | 250                                               |
| 1864 | 1864                                              |                                                   | 235                                               | 235                                               |
| 1871 | 1871                                              |                                                   | 231                                               | 231                                               |
| 1875 | 1875                                              |                                                   | 248                                               | 248                                               |
| 1885 | 1885                                              |                                                   | 233                                               | 233                                               |
| 1895 | 1895                                              |                                                   | 209                                               | 209                                               |
| 1905 | 1905                                              |                                                   | 251                                               | 251                                               |
| 1910 | 1910                                              |                                                   | 277                                               | 277                                               |
| 1925 | 1925                                              |                                                   | 279                                               | 279                                               |
| 1939 | 1939                                              |                                                   | 328                                               | 328                                               |
| 1946 | 1946                                              |                                                   | 482                                               | 482                                               |
| 1950 | 1950                                              |                                                   | 461                                               | 461                                               |
| 1956 | 1956                                              |                                                   | 434                                               | 434                                               |
| 1961 | 1961                                              |                                                   | 391                                               | 391                                               |
| 1967 | 1967                                              |                                                   | 430                                               | 430                                               |
| 1970 | 1970                                              |                                                   | 436                                               | 436                                               |
| 1980 | 1980                                              |                                                   | ?                                                 | ?                                                 |
| 1990 | 1990                                              |                                                   | ?                                                 | ?                                                 |
| 2000 | 2000                                              |                                                   | ?                                                 | ?                                                 |
| 2011 | 2011                                              |                                                   | 279                                               | 279                                               |
| 2023 | 2023                                              |                                                   | 293                                               | 293                                               |
| Datenquelle: Historisches Gemeindeverzeichnis für Hessen: Die Bevölkerung der Gemeinden 1834 bis 1967. Wiesbaden: Hessisches Statistisches Landesamt, 1968. Weitere Quellen: bis 1970; Gemeinde Wehretal; Zensus 2011 |                                                   |                                                   |                                                   |                                                   |

### Historische Religionszugehörigkeit
| • 1885: | 233 evangelische (= 100 %) Einwohner                               |
| • 1961: | 307 evangelische (= 78,52 %), 56 katholische (= 14,32 %) Einwohner |

## Religion
Kirchengebäude
Eine erste, vor der Reformation erbaute Kirche war dem heiligen Christophorus geweiht und soll „durch Mauern und Graben befestigt“ gewesen sein. Eine zweite Kirche wurde 1589 „neu gebauet“, aber 1635 bei Verheerung des Dorfes wurde diese Kirche bis auf den Turm zerstört. Sie verfiel darauf zusehends, war im Jahr 1835 „seit Menschengedenken nicht ausgebessert (worden) und daher dem Einsturz nahe, wenn derselben nicht bald geholfen wird“. Daraufhin gibt es 1831 und 1835 landesweite Kollekten.
Die bestehende, dritte Kirche wurde als Neubau 1837 von dem kurhessischen Landbaumeister Johann Friedrich Matthei errichtet. Auf rechteckigem Grundriss ist sie ein Quersaal aus Stein mit einem eingestellten Turm aus Fachwerk. Die weitgehend bauzeitliche Ausstattung besteht Kanzel hinter dem Altar und an drei Seiten umlaufender Empore. Eine Glocke von 1594 wurde ebenso aus einem Vorgängerbau übernommen wie die Orgel von 1818/19 des Orgelbauers Ditus.
Bekenntniswechsel
Der erste nachweisbarer evangelischer Pfarrer Anton Henning wirkte vor dem Jahr 1570.
Pfarrzugehörigkeit
- Belegt ist, dass das Kirchenpatronat in den Jahren 1585 und 1747 im Besitz der von Boyneburg war.
- Im 16. Jahrhundert, nach der Auflösung des Klosters Germerode, erhielt das Dorf eine neu entstandene evangelische Pfarrei.
- Im Jahr 1986 wird Langenhain aus dem Kirchspiel Reichensachsen in das Kirchspiel Oetmannshausen eingegliedert.

## Politik
Für Oetmannshausene besteht ein Ortsbezirk (Gebiete der ehemaligen Gemeinde Hoheneiche) mit Ortsbeirat und Ortsvorsteher nach der Hessischen Gemeindeordnung.
Der Ortsbeirat besteht aus drei Mitgliedern. Bei den Kommunalwahlen in Hessen 2021 gehörten alle Kandidaten der Liste „Freier Ortsbeirat Oetmannshausen“ an. Der Ortsbeirat wählte Michael Bode zum Ortsvorsteher.

## Infrastruktur
- Im Ort gibt es ein Dorfgemeinschaftshaus.
- Nördlich des Dorfs befinden sich die Wehretalbrücke Reichensachsen und der Tunnel Trimberg der Bundesautobahn 44.